# Ferrocarril en Marruecos

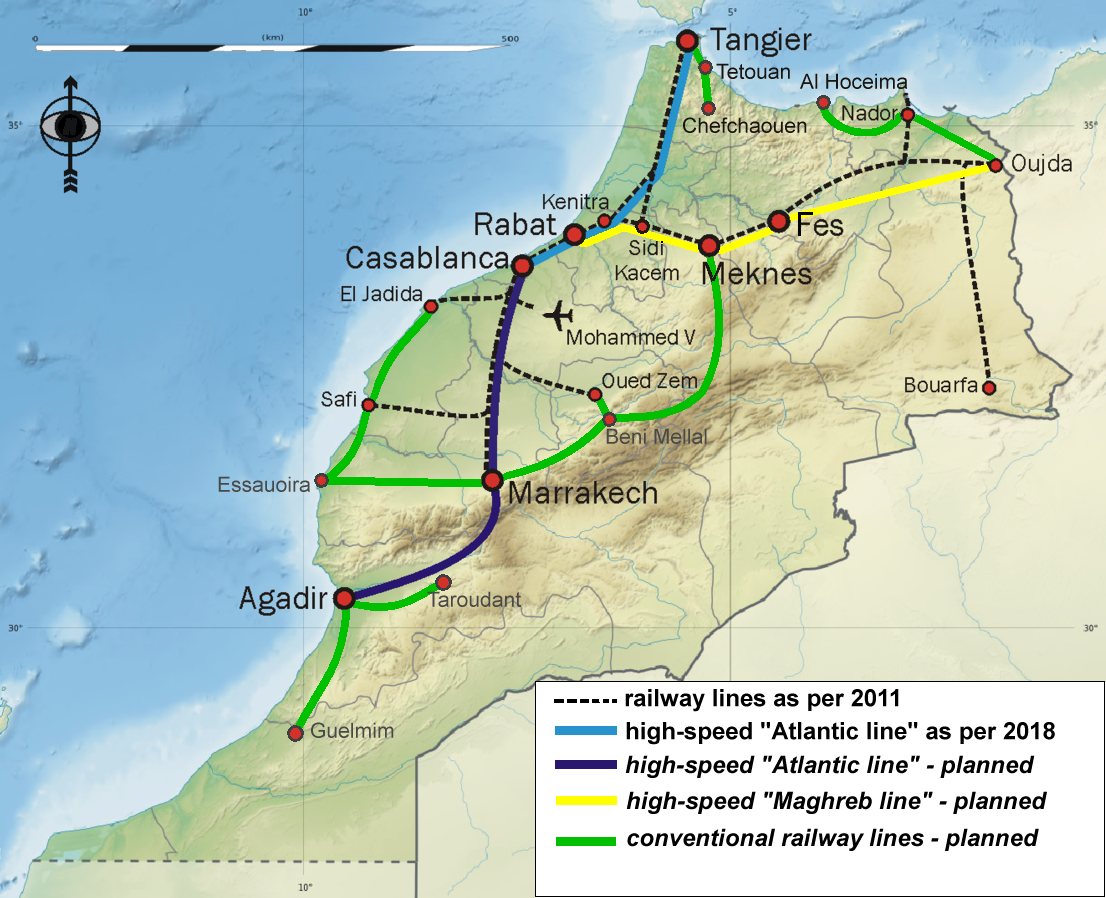
Red ferroviaria, con los tramos ya en funcionamiento y los proyectados

El transporte ferroviario en Marruecos es operado por el operador ferroviario nacional ONCF. La red de trenes comenzó a desarrollarse durante el protectorado francés.

## Tren de alta velocidad
El 26 de noviembre de 2018 se inauguró la primera línea ferroviaria de alta velocidad que une Casablanca y Tánger. Tiene 323 km de largo y fue bautizada como Al-Boraq (البُراق) en referencia a la criatura mitológica con forma de caballo que transportó a los profetas islámicos. La línea de alta velocidad, primera de su tipo en todo África, fue inaugurada el 15 de noviembre de 2018 por el rey Mohammed VI, tras más de una década de planificación y construcción.
La línea se estructura en dos secciones: la ruta entre Tánger a Kenitra y una ampliación desde Kenitra a Casablanca. Los 186 km de Tánger–Kenitra tienen una velocidad máxima de 320 km⁄h, mientras que los 137 km Kenitra–Casablanca alcanzaban una velocidad de 160 km⁄h cuando comenzó el servicio, y 220 km⁄h en la actualidad. Está previsto que la vía de Kenitra a Casablanca sea en algún momento reemplazada por un nuevo derecho de paso de alta velocidad, y su construcción comenzó en 2020.
Al inicio del servicio en 2018, el tiempo de viaje entre Casablanca y Tánger se redujo de 4 horas y 45 minutos a 2 horas y 10 minutos. La finalización del seguimiento exclusivo de alta velocidad en Casablanca reduciría aún más el tiempo de viaje de un extremo a otro a 1 hora y 30 minutos. Los trenes de la línea Al-Boraq están programados para salir de Casablanca y Tánger cada hora de 06:00 a 21:00 (a partir de las 07:00 los domingos).
| Ruta                | Tiempo de viaje en el antiguo ferrocarril | Tiempo de viaje en 2018 | Tiempo de viaje en 2020 |
| ------------------- | ----------------------------------------- | ----------------------- | ----------------------- |
| Tánger - Kenitra    | 3h 15 min                                 | 50 min                  | 47 min                  |
| Tánger - Rabat      | 3h 45 min                                 | 1h 20 min               | 1h                      |
| Tánger - Casablanca | 4h 45 min                                 | 2h 10 min               | 1h 30 min               |
| Rabat - Casablanca  | 55 min                                    | 50 min                  | 30 min                  |

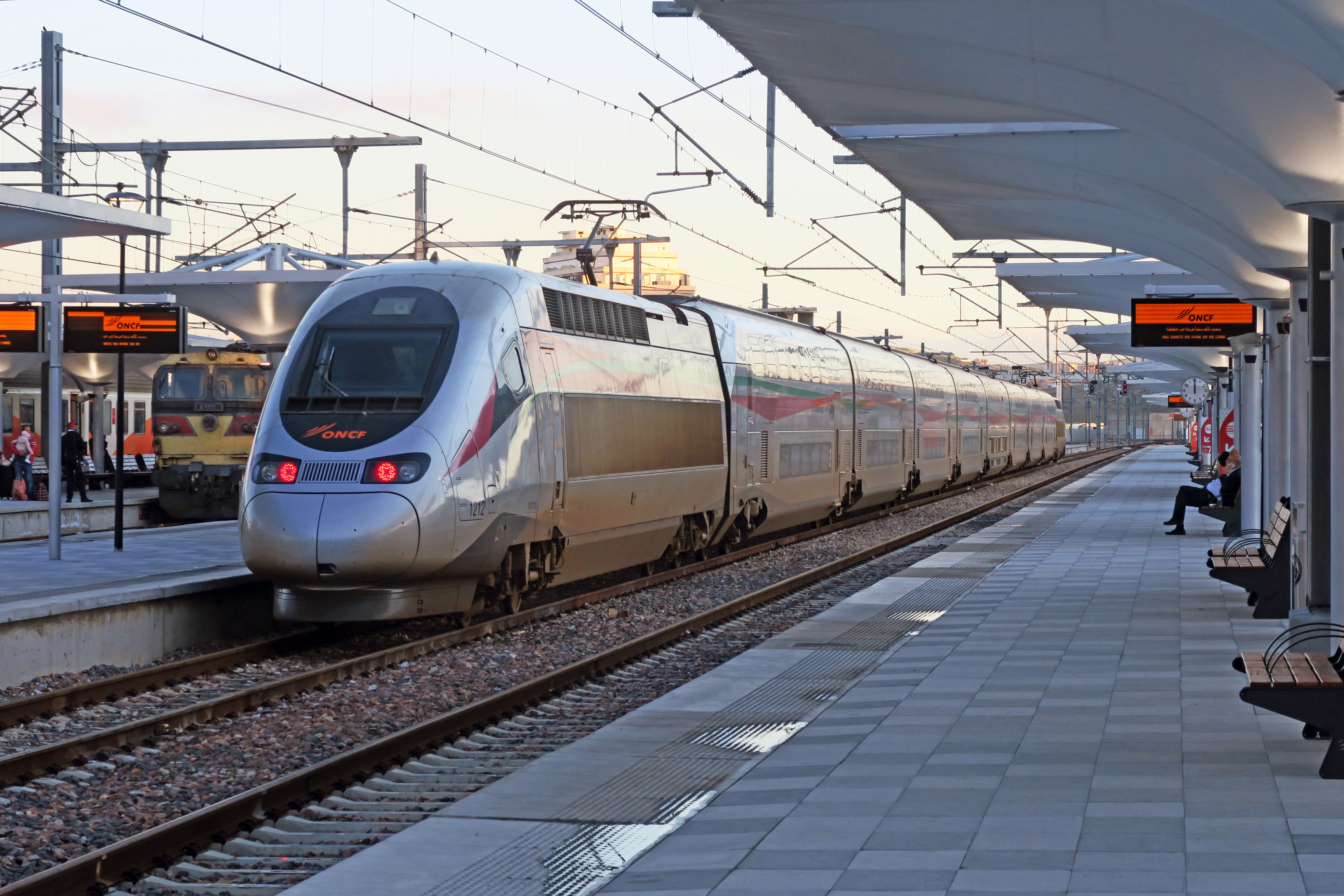
Tren Al-Boraq en Tanger-Ville.

A partir de 2019, el equipo rodante que opera en la línea consta de 12 trenes Alstom Euroduplex, cada uno de los cuales comprende dos vagones a motor y ocho vagones de doble nivel para pasajeros. La capacidad de pasajeros es 533 en dos autos de primera clase, cinco autos de segunda clase y un auto de servicio de comidas.
La línea Tánger–Casablanca es la primera fase de una red ferroviaria de alta velocidad planificada para Marruecos con más de 1.500 km.

## Conexiones principales
La principal red ferroviaria en Marruecos consiste en dos líneas, una Norte-Sur que va desde Tánger hasta Marrákesh vía Rabat y Casablanca, y otra línea Este-Oeste que une Ushda con Rabat vía Fez. Estas líneas se interconectan en Sidi Kacem. Los principales destinos que actualmente no están conectados por ferrocarril suelen ser atendidos por Supratours, una empresa de autobuses operada por la ONCF.
Los servicios de trenes de larga distancia más importantes son:
| De:        | A:        | Vía:                                              | Tiempo de viaje               | N.º de trenes diarios                                     |
| ---------- | --------- | ------------------------------------------------- | ----------------------------- | --------------------------------------------------------- |
| Casablanca | Tánger    | Al-Boraq para en Rabat-Agdal y Kenitra            | 2h 10m                        | ×14                                                       |
| Casablanca | Fez       | –                                                 | 3h 20m                        | ×18                                                       |
| Casablanca | Ushda     | directo o vía Fez                                 | 10h                           | ×2 diarios, ×1 nocturno                                   |
| Casablanca | Nador     | ×1 directo, o vía Fez, o transbordo en Taurirt    | 8h 30m a 10h                  | ×2 diarios ×2 nocturnos                                   |
| Marrákesh  | Fez       | –                                                 | 7h 10m                        | ×8                                                        |
| Marrákesh  | Tánger    | via Casablanca Voyageurs                          | 9h 30m                        | ×5 diarios ×1 directo nocturno                            |
| Tánger     | Ushda     | directo de día, transbordo en Sidi Kacem de noche | 10h 20m (día) 10h 35m (noche) | ×1 diario ×1 nocturno                                     |
| Nador      | Taurirt   | conexión con eje E-O                              | 1h 42m                        | ×2 diarios ×1 nocturno (a Casablanca, no para en Taurirt) |

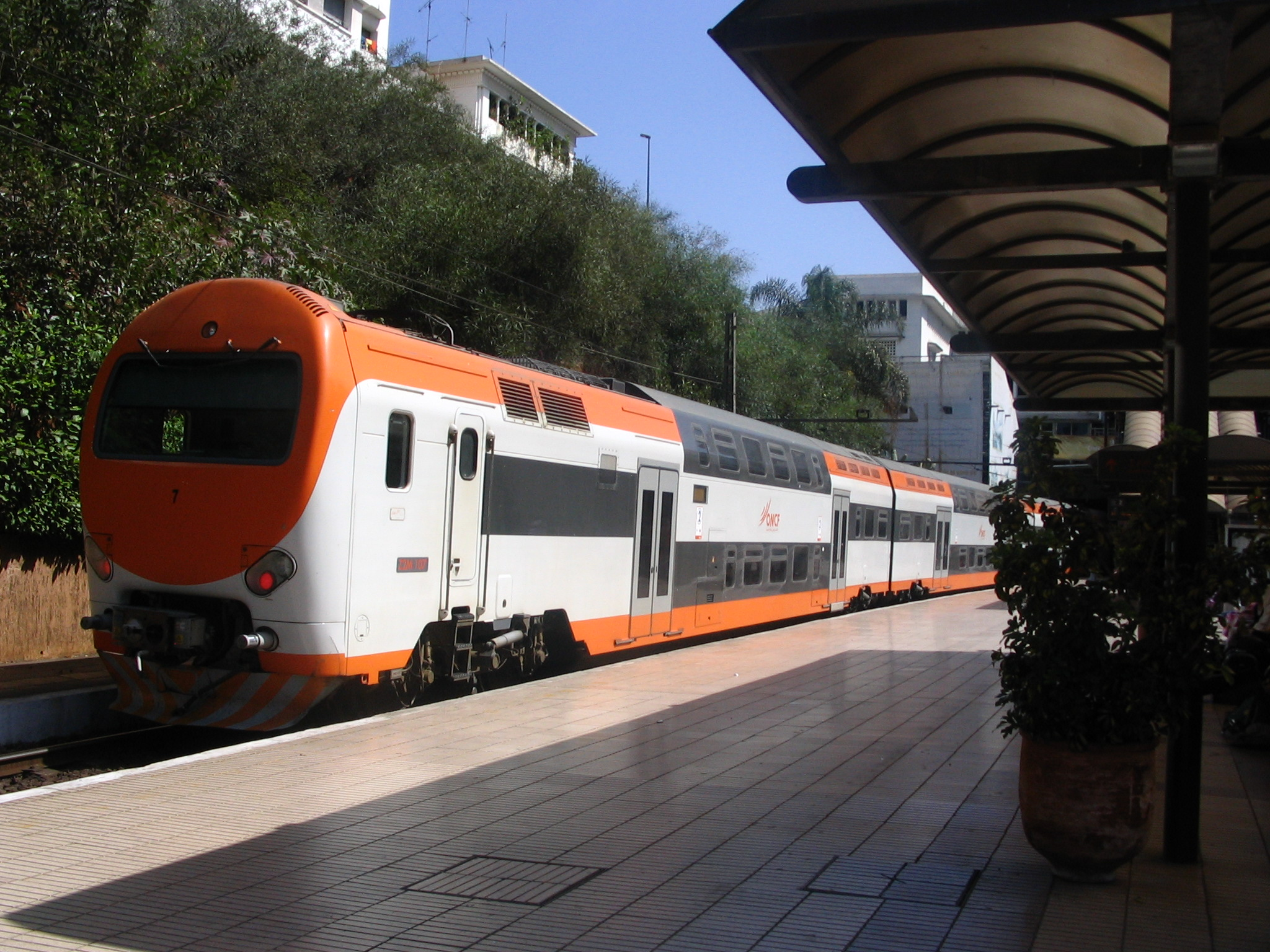
Tren Navette Rapide (TNR) en la estación de Rabat-Ville

| Casablanca | Ued Zem   | –                                                 | 3h                            | ×1                                                        |
| Casablanca | El Yadida | –                                                 | 1h 25m                        | ×8                                                        |
| Safí       | Benguerir | conexión con eje N-S                              | 2h                            | ×2                                                        |

## Trenes nocturnos
La ONCF opera trenes nocturnos especiales en los enlaces de la línea principal de larga distancia. Las siguientes rutas ofrecen trenes nocturnos:
- Tramo Marrakech – Tánger
- Tramo Casablanca – Ushda
- Tramo Casablanca – Nador
- Tramo Tánger – Nador

Estos trenes de larga distancia operan con vagones de pasajeros no motorizados que tienen compartimentos individuales. Los compartimentos de segunda clase tienen dos bancos uno frente al otro, y cada banco ofrece 4 asientos. En los coches de primera clase, cada compartimento ofrece plazas de 2×3 y los reposabrazos plegables dividen las plazas. En 1.ª clase, cada pasajero tiene un asiento asignado reservado.
Cada compartimento tiene su propia puerta al pasillo y las cortinas se pueden correr para mantener el compartimento a oscuras. En los trenes nocturnos, los pasajeros en un compartimiento de 2.ª clase tienden a correr las cortinas, apagar las luces y cerrar la puerta corrediza, esperando que ningún pasajero ingrese a su compartimiento para que los pasajeros de la cabina existente tengan más espacio. En primera clase, sin embargo, cada asiento se asigna manualmente. Por tanto, el sistema no se utiliza.
Cuando los trenes no están ocupados, los sofás suelen estar vacíos, por lo que los pasajeros pueden acostarse en ocasiones.
Además de estos compartimentos «normales» (que también se utilizan en trenes diurnos y trenes nocturnos especiales), también ofrecen coches cama con dormitorios / compartimentos o literas. Una cama o litera tiene precio fijo, independientemente de la ruta o distancia de viaje. Las camas y literas deben reservarse al comprar los billetes.
| Precios de camas y literas en los trenes marroquíes | Precios de camas y literas en los trenes marroquíes | Precios de camas y literas en los trenes marroquíes | Precios de camas y literas en los trenes marroquíes |
| Tipo                                                | Plazas                                              | Adulto                                              | Niños (hasta 12 años, acompañados)                  |
| --------------------------------------------------- | --------------------------------------------------- | --------------------------------------------------- | --------------------------------------------------- |
| Cama                                                | 1                                                   | Dh. 600                                             | Dh. 490                                             |
| Cama                                                | 2                                                   | Dh. 450                                             | Dh. 340                                             |
| Litera                                              | 4                                                   | Dh. 350                                             | Dh. 280                                             |

### Tramo Marrákesh – Tánger
Cada día, solo hay un tren en el tramo Marrákesh-Tánger en cada dirección. En esta ruta están disponibles los compartimentos estándar para 6 u 8 personas, así como los compartimentos literas para 4 personas.
Los horarios para esta sección son, en dirección norte: Marrákesh (21:00), Casablanca-Voyageurs (0:45), Rabat-Ville (1:57), Kenitra (2:37), Sidi-Kacem (3:33) y Tánger (7:25); y en dirección sur: Tánger (21:05), Sidi-Kacem (1:30), Kenitra (2:35), Rabat (3:15), Casablanca (4:30) y Marrakech (08:05).

### Tramo Casablanca – Ushda
Además de los trenes que circulan normalmente, esta sección también cuenta con un servicio especial de trenes-hotel. Este tren solo ofrece compartimentos reservados para dormir, en comparación con otros servicios normales. El servicio de trenes se inauguró el 29 de junio de 2010. También apareció en la película Spectre, de la serie de James Bond.
Los horarios de esta sección son, en dirección norte: Ushda (21:00), Taurirt (22:43), Fez (3:00), Kenitra (4:30), Rabat (6:15), Casablanca-Voyageurs (7:15); y en dirección sur: Casablanca-Voyageurs (21:15), Rabat (22:23), Kenitra (22:51), Fez (1:30), Taurirt (5:03) y Ushda (7:00).
Para los horarios del servicio de tren-hotel son, en dirección norte: Ushda-Casablanca (21:00); y en dirección sur: Casablanca-Ushda (21:15).

### Tramo Casablanca – Nador

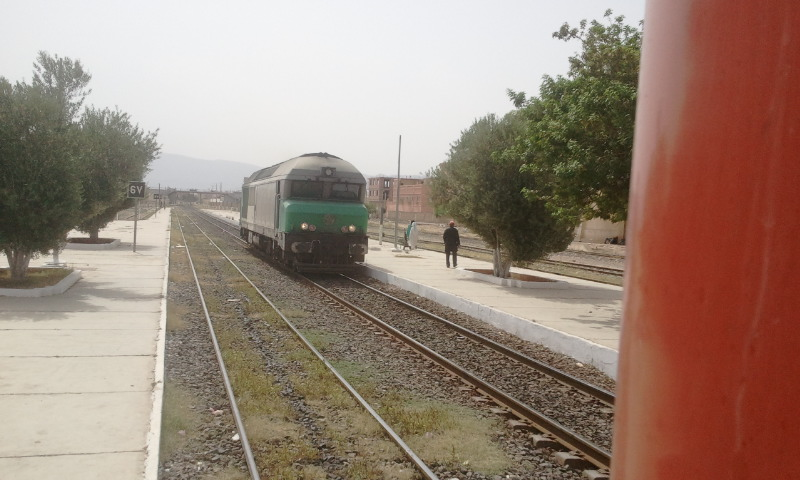
Cambio de motor de un extremo del tren al otro para cambiar de dirección (tren diurno Nador-Fez, estación de Taurirt).

Nador no es el comienzo ni el final; Hay trenes desde / hacia los cercanos Bin Anşār o el puerto de Nador. El tren nocturno de esta ruta solo ofrece compartimentos para dormir para 2 personas con camas dobles, y no hay literas disponibles. Como el tren no pasa por Taurirt, no es necesario cambiar la dirección de conducción y, por lo tanto, no es necesario mover el motor. Todos los trenes diurnos paran en Taurirt y, como el enlace a Nador se encuentra en realidad antes de la estación de Taurirt (procedente de Fez), la dirección de viaje debe cambiar, incluido el movimiento de la locomotora de un extremo al otro.
Los horarios para esta sección son, en dirección norte: Nador (19:43), Fez (1:00) y Casablanca (06:15); y en dirección sur: Casablanca (19:45), Fez (0:15) y Nador (06:00).

### Tramo Tánger – Nador
Los trenes de esta sección normalmente van y vienen desde Beni Ensar o el puerto de Nador.
Los horarios de este tramo son, en dirección norte: Nador (17:43), Fez (23:00) y Tánger (07:00); y en dirección sur: Tánger (21:35), Fez (2:30) y Nador (09:32).

## Trenes urbanos

### Tren Ligero
- Tranvía de Casablanca
- Tranvía Rabat-Salé
- Tranvía de Marrakech (propuesta, ver artículo en francés)
- Tranvía de Tánger (proyecto de 2 líneas, 25 km, 8.400 millones de MAD)

### Tren pesado
- Tren Navette Rapide: Lanzadera rápida (desde 1984) de Rabat a Casablanca, extendida a Kenitra y Settat (200 km);
  - Enlace ferroviario al Aeropuerto de Casablanca (30 km, desde 1993);
  - Casablanca-El Yadida: Lanzadera rápida (100 km, desde 2002);
- Al Bidaui: línea sobretierra en Casablanca desde 2002;
  - Línea Casablanca-RER (RER 63 km de tren de tránsito masivo incluyendo 9 km de ferrocarril subterráneo, previsto para 2020)
- El Bu-Regreg: línea sobretierra en Rabat (desde 2012);

## Futuro

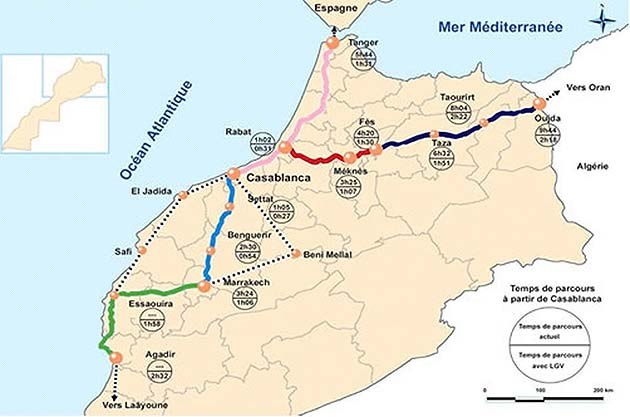
Programa de Alta Velocidad en Marruecos, proyectado para el 2035

El operador ferroviario nacional ONCF está trabajando en varios proyectos. El proyecto más grande es un ferrocarril de alta velocidad desde Tánger a través de Rabat y Casablanca a Marrakech. Además, una conexión ferroviaria (de pasajeros) entre Tánger y Tánger MED, el puerto en el Mediterráneo cerca de Tánger, proporcionará a los pasajeros que lleguen en ferry una conexión con las líneas principales. Un tren operará cada 2 horas entre el puerto y la ciudad de Tánger. Una línea de carga desde la fábrica de Renault en Tánger MED ya está operativa El ferrocarril de Marrakech a Agadir también está previsto que se complete en 2025, convirtiéndose en la primera línea de ferrocarril en llegar a la región sureña de Sus-Masa.

## Enlaces ferroviarios internacionales
- Argelia: ruta cerrada desde la década de 1990. Las vías utilizaban el mismo ancho (1435 mm (4' 81/2").
- España: Desde 2003 se están realizando estudios sobre la creación de un enlace directo con España a través de un túnel ferroviario bajo el Estrecho de Gibraltar. Este túnel conectaría la infraestructura ferroviaria marroquí con la europea a través de España.[8] En Tánger, el túnel se conectaría con la línea de alta velocidad Tánger-Marrakech, que se está construyendo actualmente.
- Sáhara Occidental: a través de la extensión de red propuesta desde Marrákesh a través de Egleimín hasta El Aaiún conectaría Marruecos con el Sahara Occidental. Actualmente, la empresa filial de ONCF, Supratours, opera rutas de autobús desde Marrákesh al Sahara Occidental, como Tan-Tan o El Aaiún. Marruecos reclama el Sahara Occidental como parte de Marruecos y, por lo tanto, lo considera como rutas nacionales.
- Mauritania: un tramo de 5 km del Ferrocarril de Mauritania; que (desde el cierre del Túnel de Chum), atraviesa el extremo sureste del Sahara Occidental.